# Wallace & Gromit – Alles Käse
Wallace & Gromit – Alles Käse ist ein Animationsfilm des britischen Trickfilmers Nick Park aus dem Jahr 1989. Der Kurzfilm wurde von dem Filmstudio Aardman Animations und der National Film and Television School (NFTS) produziert.

## Handlung
Der englische Erfinder Wallace hat sich die Feiertage über in die Vorbereitungen für einen Kurzurlaub gestürzt, den er gemeinsam mit seinem getreuen, stummen Hund Gromit antreten will. Während er darüber nachdenkt, welches Reiseziel er aussuchen soll, fällt ihm auf, dass im Haus seine Leibspeise, Käse, ausgegangen ist. Anstatt sich nur mit Cracker und Tee zu begnügen, entscheidet sich Wallace dafür, ein Reiseziel auszusuchen, das Käse in Hülle und Fülle bietet. Da jeder Mensch weiß, dass der Mond aus Käse gemacht ist, wie Wallace seinem Hund erklärt, baut der Erfinder kurzerhand im Keller eine Rakete, die beide zum gewünschten Ziel bringen soll.
Tatsächlich hat ihr Vorhaben Erfolg, und beide treten die Reise in der Rakete an. Auf dem Mond angekommen, picknicken Wallace und Gromit und probieren von dem Himmelskörper, dessen Geschmack sie keiner ihnen bekannten Käsesorte zuordnen können. Auf der Suche nach neuen Picknickplätzen treffen beide auf einen alten Automaten, in den Wallace eine 10-Pence-Münze wirft. Der Automat, der für die Bewachung des Mondes zuständig ist, nimmt jedoch erst kurze Zeit später seinen Betrieb auf. Die Maschine, die davon träumt, im Schnee Ski zu fahren, stößt auf die Rakete und schließlich auf die beiden Erdenbewohner. Der Automat versucht, Wallace mit einem Schlag von hinten handlungsunfähig zu machen, ihm versagt jedoch der Dienst. Erst als Wallace eine weitere Münze in den Automaten steckt, erwacht das Gerät wieder zum Leben und versucht, ebenfalls an einen Platz in der Rakete zu gelangen. Während Erfinder und Hund verzweifelt versuchen, die Rakete zu starten, verschafft sich der Automat Zugang in den Maschinenraum der Rakete, wo er jedoch eine Explosion auslöst, die Wallace und Gromit wieder in den Weltraum katapultiert.
Der Automat bleibt traurig und wütend auf dem Mond zurück, wo er sich aber nach kurzer Zeit aus einigen zurückgebliebenen Trümmerstücken der Rakete Skier samt Ski-Stöcke bastelt und schließlich glücklich der Rakete zuwinkt. Wallace und Gromit kehren derweil in ihr Zuhause in der West Wallaby Street 62 zurück.

## Entstehungsgeschichte
Der Brite Nick Park hatte bereits als Jugendlicher Comics gezeichnet und im Alter von 13 Jahren sich ersten Arbeiten im Bereich des Animationsfilms gewidmet. 1982 begann der Trickfilmer mit der Arbeit an seinem ersten Kurzfilm über die beiden Figuren Wallace & Gromit, die Abenteuer eines englischen Erfinders und seines stummen und getreuen Hundes. Ursprünglich sollte Gromit, dessen Name von Parks Bruder, einem Elektriker, inspiriert wurde (vom englischen Wort grommet, was so viel wie „Isolierscheibe“ bedeutet), als Katze dargestellt werden, doch dann wurde diese Idee verworfen, und die Figur wurde als sprechender Hund konzipiert, dem der 1924 geborene, britische Schauspieler Peter Hawkins seine Stimme leihen sollte. Nachdem sich aber herausstellte, dass die Hundefigur durch wenige Veränderungen von Augen-, Ohr- und Brauenpartien starke Ausdruckskraft erhielt, wurde Hawkins niemals für die Filme verpflichtet. Für die Stimme von Wallace wurde der 1921 geborene englische Schauspieler Peter Sallis verpflichtet. Für die deutsche Synchronisation war der Schauspieler Peter Kirchberger verantwortlich. Kirchberger hatte unter anderem in 150 Folgen der Serie Batman Hauptdarsteller Adam West seine Stimme geliehen.
Wallace & Gromit – Alles Käse sollte ursprünglich Nick Park als Abschlussarbeit für seine Ausbildung an der National Film and Television School dienen. Noch bevor der Kurzfilm nach sechsjähriger Arbeit fertiggestellt war, wurde Park von Aardman Animations verpflichtet. Die Filmproduktionsfirma, die im Jahr 1972 von den arbeitslosen Kunststudenten Peter Lord und David Spraxton gegründet worden war, erlaubte Park, neben dem Studium an dem Film weiterzuarbeiten, der 1989 fertiggestellt wurde und dessen Geschichte sich hauptsächlich um die Konstruktion der Rakete aufbaute, die der Brite animieren wollte. Dabei verwendete Park die aufwändige Stop-Motion-Technik mit Plastilin-Knetmasse auf Unterbauten aus Drahtgestellen und Kunststoff. Zu dieser Zeit wurde für etwa drei Sekunden Film ein voller Drehtag benötigt.
Am 10. Oktober 2005 wurde, kurz vor Premiere des Kinofilms Wallace & Gromit: Auf der Jagd nach dem Riesenkaninchen, der Fundus der Aardman-Studios in Bristol durch einen Brand vollständig zerstört, dem die Requisiten des Spielfilms Chicken Run – Hennen rennen (2000) und jene von Alles Käse zum Opfer fielen.

## Rezeption
Nick Parks Kurzfilm wurde 1989 in Großbritannien mit Erfolg auf dem British Short Film Festival aufgeführt. Die Kritiker lobten Wallace & Gromit – Alles Käse; ein Jahr später, am 24. Dezember 1990, feierte das Werk seine Premiere im britischen Fernsehen. Hatte sich Aardman Animation früher überwiegend mit Auftragsarbeiten beschäftigt, so entstanden nun Wallace & Gromit – Die Techno-Hose (1993) und Wallace & Gromit – Unter Schafen (1995) sowie 2005 das Kinoabenteuer der beiden Titelhelden, Wallace & Gromit: Auf der Jagd nach dem Riesenkaninchen. Gleichzeitig sorgten die Plastilinfiguren für den Erhalt des Wensleydale-Käses, eines englischen Hartkäses aus Kuhmilch. Man hatte den Wensleydale zu Wallaces und Gromits Lieblingsspeise gemacht, da der Schöpfer das Gesicht von Wallace beim Aussprechen des Namens als besonders ansehnlich empfand. Die Käsefirma konnte durch den Erfolg der Filme und den Anstieg des Verkaufs den Bankrott abwenden und wieder in die schwarzen Zahlen rutschen.
Im Herbst 1994 wurde der Kurzfilm gemeinsam mit Wallace & Gromit – Die Techno-Hose und einer Reihe von weiteren ausgewählten Aardman-Kurzfilmen in deutschen Kinos als 77-minütiger Spielfilm Wallace & Gromit – The Aardman Collection veröffentlicht. Obwohl die Kritiker voll des Lobes waren, blieb der erhoffte finanzielle Erfolg aus. Mehr als ein Jahr später, zu Weihnachten 1995, wurden die beiden Kurzfilme erstmals im ZDF ausgestrahlt, jedoch im Kinderprogramm ab 13 Uhr, ein Termin, der auf Kritik bei den Medien stieß und durch den die tageszeitung daraufhin die Frage stellte, warum das ZDF sein Kleinod im Kinderprogramm verstecke und nicht ins Abendprogramm hole.

## Kritiken
„Mr. Parks A Grand Day Out ist ein leicht zügelloser Streifzug für einen Trickfilm. Aber er führt ein Paar vielversprechender Figuren ein, die der Filmemacher offenbar plant zu erhalten – ein exzentrischer Junggesellen-Erfinder namens Wallace und sein getreues, mechanisch geschicktes Hündchen, Gromit.“

„Die große Qualität Parks liegt im Detail, wie bereits ‚Alles Käse‘ […] beweist. Bewegungsabläufe, die auf den ersten Blick unrund wirken, entwickeln sich zu einer eigenen Formensprache und die subtile Komik entsteht oft erst mit Verzögerung. ‚No crackers, Gromit, hold on!‘, die Reaktion des Hundes darauf, der Suspense, ob es Wallace in die Rakete schafft, das alles ist Slapstick erster Güte. Der einsame Backofen auf dem Mond, der schlussendlich seinen Traum vom Skifahren verwirklicht, ist ein berührender Altmetalltausendsassa. In seiner Lade ist unendlich Platz wie auch in Parks Phantasie. Der Abschied fällt schwer, sowohl der vom Trabanten und seinem eigenartigen Bewohner als auch der von den beiden Helden.“

## Auszeichnungen
Nick Parks Film erhielt 1990 den British Academy Film Award als bester animierter Kurzfilm. Bei der Oscarverleihung 1991 unterlag Wallace & Gromit – Alles Käse Parks im selben Jahr entstandenem 5-minütigen Kurzfilm Creature Comforts, in dem Wildtiere über ihren Alltag im Zoo berichten.
Oscar 1991
- nominiert in der Kategorie „Bester animierter Kurzfilm“

British Academy Film Awards 1990
- Bester animierter Kurzfilm

Internationales Festival der Filmhochschulen München 1991
- Jurypreis